# Hurlingham (município)
Hurlingham (partido) é um partido (município) da província de Buenos Aires, na Argentina. Possuía, de acordo com estimativa de 2019, 192.554 habitantes.